# Kaplanei 6 (Quedlinburg)

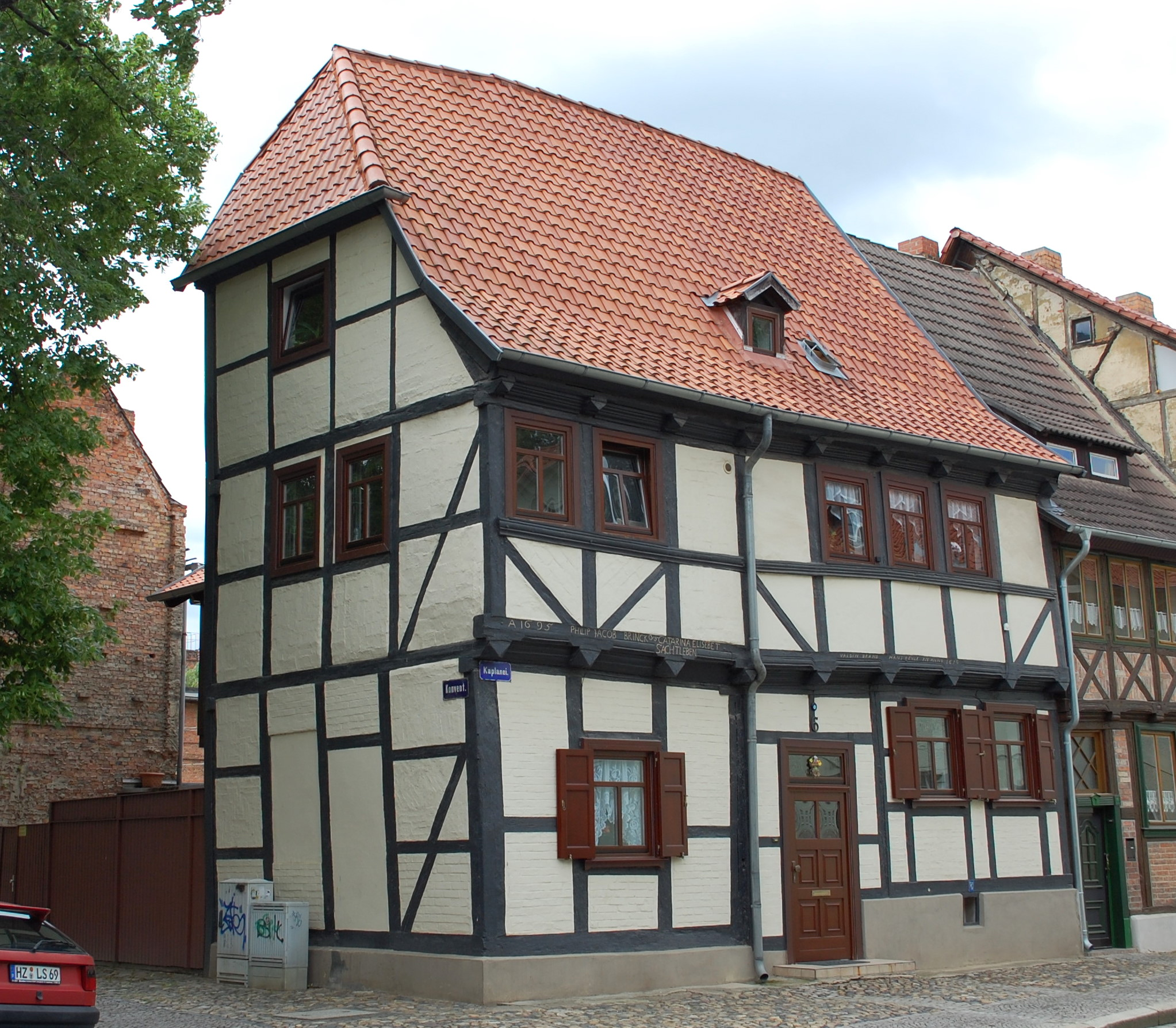
Kaplanei 6

Das Haus Kaplanei 6 ist ein denkmalgeschütztes Gebäude in der Stadt Quedlinburg in Sachsen-Anhalt.

## Lage
Es befindet sich in der historischen Quedlinburger Neustadt an der Ecke zur Straße Konvent und ist im Quedlinburger Denkmalverzeichnis eingetragen. Westlich grenzt das gleichfalls denkmalgeschützte Haus Kaplanei 7 an.

## Architektur und Geschichte
Das zweigeschossige Fachwerkhaus wurde nach einer Inschrift HANS REULE ZM am Wohnhaus 1670 durch den Zimmermeister Hans Reule gebaut. Die Fassade des Hauses ist mit Pyramidenbalkenköpfen verziert. Als weitere Zierelemente bestehen Brüstungsholz, Fußstreben und profilierte Füllhölzer. Die Stockschwelle ist darüber hinaus mit flachen Fasen versehen.
Nach einer Bauinschrift wurde das Gebäude im Jahr 1695 nach Osten um vier mit Zierausmauerungen versehene Gebinde bis zur Straße Konvent erweitert.